# リニアゲイル
リニアゲイルは、東京ドームシティアトラクションズ内にあったジェットコースター。

## アトラクション概要
- 1997年まで営業していたウルトラツイスターを撤去し、世界初のインバーテッド（吊り下がり式）リニアモーターコースターとして1998年7月にオープン。
- リニアモーターで加速した後、U字型のコースを最高時速100kmで2.5往復する。コースのすぐ外は白山通りである。
- リニアゲイルの「ゲイル」とは、英語で疾風の意味。
- 老朽化と2011年のパラシュートランドリニューアルオープン準備に伴い、2010年10月31日に営業を終了した。

### スペック
- 最高部高度: 50m
- 最高速度: 100km/h
- 最大傾斜角: 90度
- コース全長: 200m
- 所要時間: 約1分45秒
- 製造メーカー: インタミン（スイス）
- 乗車規定　身長130cm以上　年齢10歳～65歳